# Муравка (Самарская область)
Муравка — железнодорожный разъезд (населённый пункт) в Похвистневском районе Самарской области России. Входит в состав сельского поселения Среднее Аверкино.

## География
Находится в северо-восточной части Самарской области, в пределах Высокого Заволжья, в лесостепной зоне, при железнодорожной линии Самара — Уфа, к югу от реки Большой Кинель, на расстоянии примерно 6 километров (по прямой) к западу от Похвистнева, административного центра района. Абсолютная высота — 85 метров над уровнем моря.
Климат
Климат характеризуется как умеренно континентальный, с холодной малоснежной зимой и жарким сухим летом. Среднегодовая температура воздуха — 4,1 °С. Средняя температура воздуха самого тёплого месяца (июля) — 20,7 °C; самого холодного (января) — −13 °C (абсолютный минимум — −43 °C). Безморозный период длится в течение 125—130 дней. Среднегодовое количество атмосферных осадков составляет 469 мм, из которых 220 мм выпадает в июне-июле.
Часовой пояс
Муравка, как и вся Самарская область, находится в часовой зоне МСК+1. Смещение применяемого времени относительно UTC составляет +4:00.

## Население
| 2010 |
| ---- |
| 13   |

Половой состав
По данным Всероссийской переписи населения 2010 года в гендерной структуре населения мужчины составляли 30,8 %, женщины — соответственно 69,2 %.
Национальный состав
Согласно результатам переписи 2002 года, в национальной структуре населения русские составляли 91 % из 11 чел.